# 高盧戰爭
高盧戰爭，是西元前58年至前50年間羅馬共和國對高盧的眾多部族所發動的一系列侵略戰爭，也是凱撒為了增強自己的實力與威信所發動的遠征。在過程中，羅馬共和國也曾經入侵不列顛尼亞及日耳曼尼亞，但並未在這些地區演變為全面入侵戰爭。此戰爭決定性的高潮在於西元前52年的阿萊西亞之戰，在此役中獲得完全勝利促使羅馬共和國的國土擴張到高盧全境。
前58年，凱撒出任山南高盧總督，隨即向山北高盧大舉擴張。前56年，凱撒征服了大部分高盧地區；前55年，凱撒越過萊茵河襲擊日耳曼，同年秋試圖進佔不列顛，未果；前54年，凱撒再度攻擊不列顛，儘管多次獲勝，卻未能控制該地；前53年凱撒鎮壓了高盧的多次起義；前52年，高盧各部落在维钦托利的領導下掀起了大起義，最初獲勝，後被凱撒鎮壓下來；前51年凱撒終於併吞高盧全境。
高盧戰爭後，凱撒不僅掠奪了大量財富，還建立起一支由十個軍團（一個羅馬軍團約4800~6000人）組成的強大軍隊，奠定了日後擊敗龐培、建立個人獨裁的基礎。一般認為，高盧戰爭間接加速了羅馬共和體制的瓦解。

## 背景
前61年索洛尼翁战役中，阿洛布罗基人战败，纳博讷最终被征服。而阿基坦、比利时高卢和凯尔特高卢，被一些罗马作家称为“长毛高卢”，与其他高卢民族完全格格不入-仍然是独立于罗马的领土。
前60年，凱撒與龐培、克拉蘇秘密協定了前三頭同盟，以聯合對抗元老院貴族的勢力。克拉蘇是蘇拉的部將，曾平定斯巴達克斯起義，同時又是羅馬首富；龐培也是蘇拉的部將，他本人則是戰功輝煌，曾平定西班牙起義、征服小亞細亞與敘利亞、消滅地中海的海盜。“前三頭同盟”實際上是軍事獨裁者不穩固的結盟，凱撒深知必須積極培植自己的鬥爭資本——於是他看上了山南高盧總督這個職位。當海爾維第人欲經過羅馬行省遷徙時，凱撒以保護盟友為由出兵，羅馬元老院對外擴張雖有疑慮，但高盧為潛在糧食與稅收來源，激發貴族階層的垂涎，支持者開始擁護凱撒，期待他帶回奴隸、戰利品與地產。

## 过程

凯撒征服高卢的路线

### 与赫尔维蒂人的战争
前58年，赫尔维蒂人紧锣密鼓地准备进行集体迁徙。凯撒称海爾維第人的动机包括其居住地的环境不利于他们袭击其他部落掠夺财富。赫尔维蒂人企图横越高卢到达大西洋东岸。他们的路线穿越了与罗马结盟的埃杜維人的土地，也穿过了罗马的山外高卢行省的土地。
按凯撒的记录，赫尔维蒂人于当年3月28日出发。此前他们将故居的城镇与乡村付之一炬，以向附庸的部落显示破釜沉舟的决心，并防止敌对的部落趁机进驻他们的故居。
凯撒得悉赫尔维蒂人的企图时仍然身在阿尔卑斯山另一边的意大利。当时山外高卢仅仅驻扎着一个军团。于是，凯撒一边前往日内瓦，一边征集辅助军团，并下令烧毁罗讷河上的桥梁。同时，他在面对赫尔维蒂人前来协商借道的使团时拖延了十五天，换来时间给部队建造一条19里长的土墙和与之平行的壕沟。之后，凯撒拒绝了赫尔维蒂人借道的要求。赫尔维提人强攻罗马人的工事无果之后被迫取道塞夸尼人的领地继续旅程。
这时，凯撒火速返回山内高卢召集援军，将手下一个军团交给提图斯·拉比埃努斯指挥。当凯撒带着五个军团返回之时，赫尔维蒂人已经穿越了塞夸尼人的领地，并开始劫掠埃杜維人，阿洛布羅基人等部落的领地。这些部落无力抵抗侵略，于是向凯撒求救。凯撒乘着赫尔维蒂人横渡阿拉尔河（今索恩河）时发动了突袭。当时赫尔维蒂人大部已经渡过了阿拉尔河，剩下四分之一尚留在东岸。凯撒率三个军团在阿拉尔战役击败了这部分赫尔维蒂人。后者的残兵没入树林逃之夭夭。
此战之后，罗马部队架设桥梁渡过了阿拉尔河。在追击赫尔维蒂人的途中，罗马人遭遇了补给不足的问题，并发现是负责提供粮食的埃杜維人从中作梗。罗马人转而向埃杜維人的领地进发，而赫尔维蒂人则抓紧时机开始骚扰罗马部队的后卫队。凯撒选择在一座土丘上布防，静待赫尔维蒂人的攻击。接下来的战斗史称比布拉克特战役。罗马人和凯尔特诸部落鏖战一日之久，最后由罗马人获胜。凯撒称：战斗激烈而持久，未知鹿死谁手。
战败的赫尔维蒂人选择投降。凯撒也接受了他们的降服。赫尔维蒂人一部6000人选择了逃跑，却被其他高卢部落按照凯撒的命令俘获，之后被遣返给罗马人予以处决。罗马人将赫尔维蒂人的残兵败将遣返他们的故居，并命令他们重建自己的城镇。罗马人甚至给赫尔维蒂人提供了口粮。他们这样做的目的是让赫尔维蒂部落成为罗马和更北边的部落之间的缓冲区。战后，凯撒清点赫尔维蒂部落的人口发现其出发时人口有368000人，其中92000人为青壮男子，到了战后仅剩110000名幸存者回到故乡。

### 与苏维汇人的战争
凱撒的征服，引起高盧部落的反彈，他們開始向鄰近的日耳曼人尋求幫助，阿里奧維斯圖斯受邀協助某些高盧部族作戰（如塞夸尼人），他率領蘇維匯軍團橫越萊茵河，先擊敗第一波羅馬軍團(阿里奧維斯圖斯之戰)，但勝利後自稱高盧盟主向各部落索取人質、土地與貢品，壓迫高盧各部。高盧部族爱杜依人轉而向羅馬求援，凱撒隨即在伏日山脈建立邊界防線（limes），之後再沃斯戰役擊敗蘇維匯人，阿里奧維斯圖斯逃回萊茵東岸，凱撒成為「羅馬守護者」開始以各種名義出兵高盧。
- 此後羅馬跟日耳曼人之間，隔著萊茵河的邊界防線（limes）確立羅馬疆界，成為文明世界與蠻族世界的分界線。

### 与贝尔盖人的战争
前57年，凯撒再次介入高卢部落间的冲突，并率军挺进贝尔盖人的土地。罗马军团在桑布尔河附近扎营的时候遭到袭击，史称萨比斯战役的激战就此爆发。内尔维人进军神速，几乎将凯撒打得措手不及。凯撒承认丢失了所有手下军团的鹰旗，大部分百夫长要不身受重伤，要不已经阵亡。凯撒不得不亲自拿起盾牌鼓舞士气。最后，第十军团的严密防御和火速赶来的援军令罗马人得以反败为胜。
内尔维人被包围之后仍然寸土不让。由于内尔维人擅长近战，并将密集攻击和盾墙战术引以为傲，于是凯撒调集了大批弓箭手，投石兵和标枪手，配合野战弩炮对内尔维人实施远程打击。内尔维人不仅偏爱近战，还唾弃了所有远距离武器，所以他们面临罗马军团射来的箭雨完全无力反击。最后的内尔维人站在尸体堆上与罗马军团死战，战到最后一人。
贝尔盖人在此战中损失惨重，面对罗马军团威胁焚烧他们的城镇只得投降。内尔维人大势已去只得逃亡，依附他们的部落要不降服凯撒，要不仓皇逃窜。贝尔盖部落放弃抵抗之后，凯撒成功控制了现代比利时的大部分。

### 远征不列颠与日耳曼
前56年維納提人（Veneti）、雷迪人（Redones）、歐蘇比人（Osismii）等沿海部族，不滿羅馬對自治的違約，拘留了羅馬使節，凱撒以此為宣戰理由，鎮壓布列塔尼沿海部族（阿莫里卡地區），這是凯撒首次使用艦隊作戰的紀錄。維納提人擁有堅固的橡木船，高舷抗風、抗撞擊力強，在海軍實力上非常強大，加上當地地形複雜、退潮迅速，羅馬艦隊難以靠近，凱撒委派布魯圖斯（Brutus）建造羅馬艦隊，使用鐮刀勾斷敵帆索削弱其機動力，以人數、陣型與近戰登船戰優勢殲滅敵軍，戰後處死阿莫里卡地區的全體貴族。
前55年，在返程途中沿著萊茵河架橋掃蕩日耳曼人，以此驅趕日耳曼人離開羅馬的疆界。由於不列顛倒住民，長期協助高盧西部，凯撒開始擔憂島上的物資與人數，第一次登入後，跟沿岸幾個小部落有小衝突就先撤軍回本土。
前54年，第二次入侵不列顛島，遭遇卡西維拉努斯部落聯軍，卡西維拉努斯採用游擊戰術，以輕戰車與騎兵騷擾羅馬軍隊，在林地與沼澤中進行快速打帶跑，造成羅馬嚴重損失。特里諾班特人王子曼德布拉修斯（Mandubracius），因為族人在慶祝會上殺人，拒絕交出梵人遭卡西維拉努斯放逐，曼德布拉修斯對凱撒約好，以恢復合法王位來提供羅馬糧食、路線與軍援，羅馬對卡西維拉努斯的城市實施圍城戰，最終卡西維拉努斯投降，條件是交出人質、承諾不再騷擾曼德布拉修斯，此後凱撒在不列顛過冬，這段時間他與卡西維拉努斯成為盟友。
凱撒對卡西維拉努斯的評價 He had great influence among the Britons, having recently waged war upon many of their states… but he was compelled to surrender when his stronghold was besieged.
- 中世紀威爾士與的歷史紀錄裡，曼德布拉修斯（Mandubracius）是凱爾特民族三恥，因為他的背叛讓凱撒得以進軍不列顛島。

同時高盧厄貝隆人（Eburones）瞄準凱撒不在時趁機起義，斬殺羅馬駐軍指揮官薩比努斯與柯塔（Sabinus & Cotta），這是凱撒遠征裡最高階的羅馬死者，此事震驚元老院與貴族派，凱撒未完全控制全島的情況下就被迫撤軍，曼德布拉修斯也跟著凱撒前往高盧，之後的紀錄裡再也沒有他的紀載。
- 羅馬展示對不列顛島的遠征能力，為後來克勞狄一世的全面征服奠定基礎。

### 安比奥里克斯起义
公元前54-53年东，高卢东北部的厄勃隆尼斯人在安比奥里克斯带领下揭竿而起，在今通厄伦附近歼灭了15个罗马步兵队，并包围了昆图斯·西塞罗手下一个军团。后者苦苦支撑后在千钧一发之机被凯撒率援军所救。之后，罗马军队在公元前53年对厄勃隆尼斯人和他们的盟友发动了惩罚性攻势，并几乎灭绝了厄勃隆尼斯部落。

## 註腳
1. ↑  Delbrück 1990，第46頁.
2. ↑  Dodge 1997，第276–295頁.
3. ↑  Keppie 1998，第97頁.
4. ↑  Appian 2016.
5. 1 2  Fields 2010.
6. ↑  McCarty 2008.
7. ↑  Caesar 1982，第15頁.
8. ↑  Henige 1998.

### 現代
- Adema, Suzanne. . BRILL. June 2017  [2022-07-17]. ISBN 978-90-04-34712-0. doi:10.1163/9789004347120. （原始内容存档于2024-07-02）.
- Albrecht, Michael von.  Second. 1994. ISBN 342330099X.
- Broughton, Thomas Robert Shannon. . New York: American Philogical Association. 1951  [2022-07-17]. ISBN 9780891308126. （原始内容存档于2022-07-17）.
- Cendrowicz, Leo. . Time. 19 November 2009  [7 September 2014]. （原始内容存档于8 September 2014）.
- Chrissanthos, Stefan. . Baltimore, MD: Johns Hopkins University Press. 2019. ISBN 978-1-4214-2969-4. OCLC 1057781585.
- Crawford, Michael H. . London: Cambridge University Press. 1974  [2022-07-17]. ISBN 0-521-07492-4. OCLC 1288923. （原始内容存档于2022-05-05）.
- Dodge, Theodore Ayrault. . New York: Da Capo Press. 1997. ISBN 978-0-306-80787-9.
- Delbrück, Hans. . Lincoln: University of Nebraska Press. 1990: 475. ISBN 978-0-8032-6584-4. OCLC 20561250. （原始内容存档于2020-11-25）.
- Delestrée, Louis-Pol. . Saint-Germain-en-Laye: Commios. 2004  [2022-07-17]. ISBN 2-9518364-0-6. OCLC 57682619. （原始内容存档于2024-07-02）.
- Ezov, Amiram. . Historia (Franz Steiner Verlag). 1996, 45 (1): 64–94. JSTOR 4436407.
- Fuller, J. F. C. . London: Hachette Books. 1965. ISBN 978-0-306-80422-9.
- Fields, Nic. . . Osprey Publishing. June 2014.
- Fields, Nic. . Philadelphia, PA: Casemate. 2010  [2022-07-17]. ISBN 978-1-935149-06-4. OCLC 298185011. （原始内容存档于2020-06-23）.
- Gilliver, Catherine. . New York: Routledge. 2003  [2022-07-17]. ISBN 978-0-203-49484-4. OCLC 57577646. （原始内容存档于2022-07-17）.
- Goldsworthy, Adrian. . London: Orion Books. 2007. ISBN 978-0-300-12689-1.
- Goldsworthy, Adrian Keith. . New Haven. 2016  [2022-07-17]. ISBN 978-0-300-22183-1. OCLC 936322646. （原始内容存档于2023-03-07）.
- Grant, Michael. . London: Weidenfeld and Nicolson. 1974 [1969].
- Grillo, Luca; Krebs, Christopher B. (编). . Cambridge, United Kingdom. 2018  [2022-07-17]. ISBN 978-1-107-02341-3. OCLC 1010620484. （原始内容存档于2020-06-11）.
- Hamilton, Thomas J. . The Classical Outlook. 1964, 41 (7): 77–80  [2022-07-17]. ISSN 0009-8361. JSTOR 43929445. （原始内容存档于2022-07-17）.
- Heather, Peter. . Journal of Late Antiquity (Johns Hopkins University Press). 2009, 2 (1): 3–29  [2 September 2020]. S2CID 162494914. doi:10.1353/jla.0.0036. （原始内容存档于2020-10-23）.
- Henige, David. . Annales de Démographie Historique. 1998, 1998 (1): 215–242. doi:10.3406/adh.1998.2162. （原始内容存档于2020-11-11）.
- Herzfeld, Hans. . Stuttgart: Steinkopf. 1960  [2022-07-17]. ISBN 3-7984-0301-5. OCLC 3275022. （原始内容存档于2024-07-02）.
- Keppie, Lawrende. . University of Oklahoma. 1998: 97. ISBN 978-0-415-15150-4.
- Lord, Carnes. . Cambridge University Press. 2012a. ISBN 978-0-521-25469-4.
- Luibheid, Colm. . Classical Philology. April 1970, 65 (2): 88–94  [2022-07-17]. ISSN 0009-837X. S2CID 162232759. doi:10.1086/365589. （原始内容存档于2024-07-02）.
- Matthew, Christopher Anthony. . Cambridge Scholars Publishing. 2009  [2022-07-17]. ISBN 978-1-4438-1813-1. （原始内容存档于2022-01-28）.
- McCarty, Nick. . Carlton Books. 15 January 2008  [2022-07-17]. ISBN 978-1-4042-1366-1. （原始内容存档于2020-11-25）.
- von Ungern-Sternberg, Jurgen. . Flower, Harriet  (编).  2. Cambridge University Press. 2014. ISBN 978-1-139-00033-8. doi:10.1017/CCOL0521807948.
- . . Amsterdam: Time-Life Books Inc. 1988: 38. ISBN 0705409740.
- Walter, Gérard. . 由Craufurd, Emma翻译. New York: Charles Scribner’s Sons. 1952. OCLC 657705.

### 古代
- Appian. . 23 March 2016. ISBN 978-1-78656-370-5. （原始内容存档于25 November 2020）.
- Caesar, Julius. . 由Handford, S. A.翻译. Revised by Jane F. Gardner. London: Penguin Classics. 1982. ISBN 978-0-14-044433-9. OCLC 21116188.
- "De Bello Gallico" and Other Commentaries - 古腾堡计划.
- Hammond, Carolyn (编). . Oxford University Press. 1996. ISBN 978-0-19-283120-0.